# Lew Kamieniew

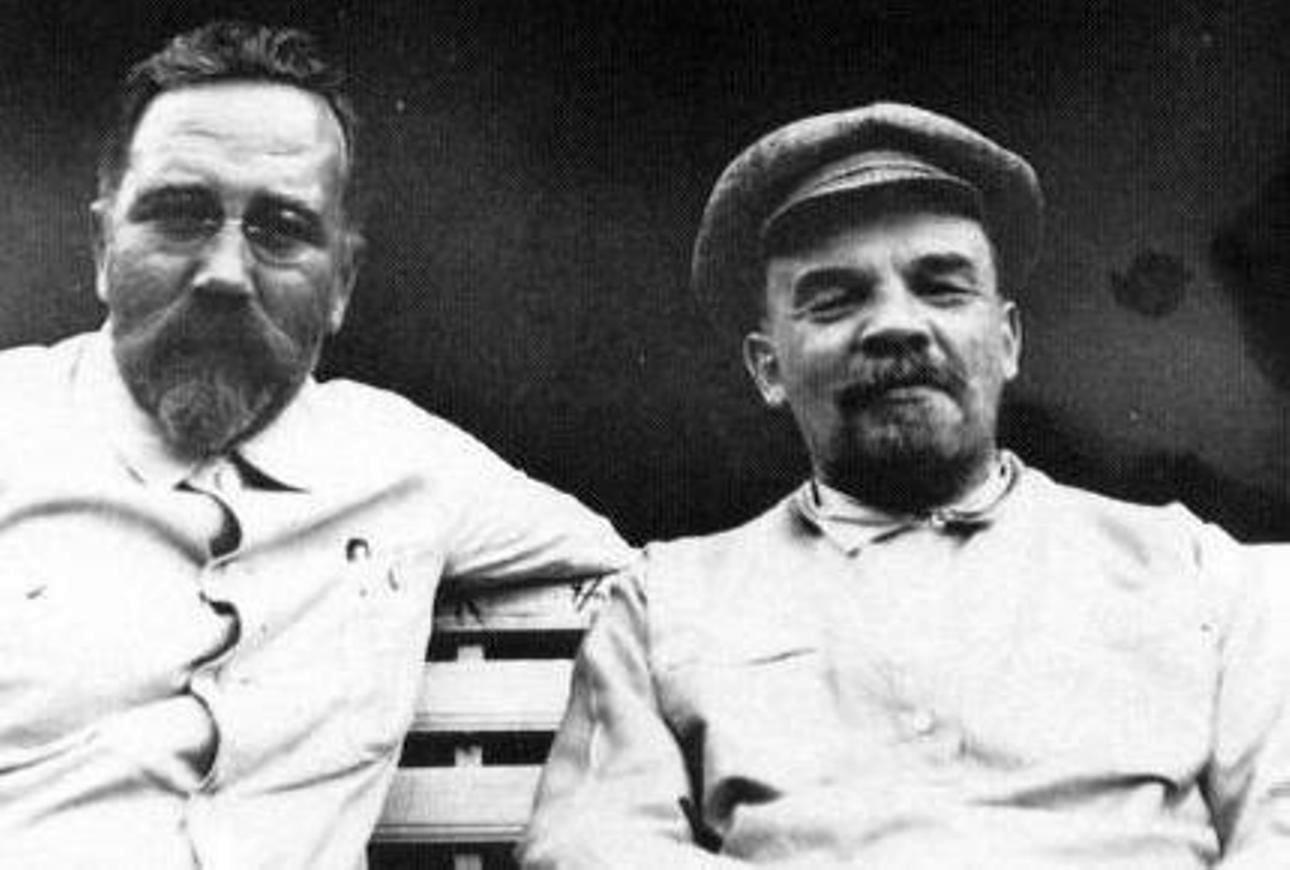
Kamieniew (z lewej) i Lenin w Gorkach, 1922

Lew Borysowicz Kamieniew, ros. Лев Борисович Каменев, właściwie Lew Rozenfeld, ros. Розенфельд (ur. 6 lipca?/18 lipca 1883 w Moskwie, zm. 25 sierpnia 1936 tamże) – czołowy działacz ruchu bolszewickiego żydowskiego pochodzenia, pierwszy Przewodniczący Centralnego Komitetu Wykonawczego RFSRR.

## Życiorys
Urodził się w rodzinie żydowskiego maszynisty kolejowego, który później ukończył studia inżynieryjne. W 1900 poślubił siostrę Lwa Trockiego Olgę Bronsztejn (pod koniec życia żonaty z Tatianą Glebową). Z powodu udziału w demonstracji studenckiej 13 marca 1902 aresztowany, usunięty ze studiów prawniczych i wysłany do Tbilisi (wtedy Tyflis), gdzie przystąpił do kółek socjaldemokratycznych. W 1902 roku, w Paryżu, poznał Lenina, z którym następnie udał się do Szwajcarii. Uczestniczył w rewolucji 1905 roku. W 1908 przybył do Genewy, gdzie wraz z Leninem i Zinowjewem redagował pismo „Proletariusz” („Пролетарий”). Razem stanowili ścisłe kierownictwo ruchu bolszewickiego, tzw. trójkę. W 1914 roku został aresztowany i zesłany na Syberię, skąd został uwolniony wskutek rewolucji lutowej. 9 lipca 1917 dobrowolnie oddał się w ręce władz, które usiłowały aresztować przywódców bolszewickich. Wkrótce uwolniony. Rzecznik idei „jednolitego rządu socjalistycznego” w koalicji z eserami i mienszewikami, przeciwstawiał się idei zbrojnego powstania. Wkrótce po rewolucji usunięty z KC i czołowych stanowisk, ale później przywrócony. Przez krótki czas po zwycięstwie bolszewików w październiku był przewodniczącym Centralnego Komitetu Wykonawczego, czyli tytularną głową państwa. Ustąpił po kolejnym spięciu z Leninem i zastąpiono go Jakowem Swierdłowem.
W styczniu 1918 roku Lenin wysłał Kamieniewa z delegacją do Londynu, skąd po tygodniu został deportowany. Aresztowany i więziony w Finlandii, po pewnym czasie wymieniony na jeńców fińskich. Po powrocie w 1919 roku został członkiem Politbiura KC, a od 1923 roku wiceprzewodniczącym Rady Komisarzy Ludowych. Od 1918 do 1926 był także przewodniczącym rady miejskiej Moskwy. W 1923 roku wraz z Zinowjewem i Stalinem sprzymierzył się przeciw Trockiemu, pomagając Stalinowi uzyskać nieograniczoną władzę. W roku 1926 Stalin wystąpił przeciwko Kamieniewowi, usuwając go z najwyższych stanowisk: przez pewien czas był ludowym komisarzem handlu, ambasadorem we Włoszech, dyrektorem wydawnictwa.
Do końca życia Stalin toczył z nim grę – skłaniał do współpracy, zmuszał do wygłaszania samokrytyki, obiecywał zachowanie życia. W latach 1927–1928 oraz 1932-1933 usuwany z partii.
16 grudnia 1934 aresztowany i skazany na 5 lat więzienia (sprawa Moskiewskiego centrum), a niedługo potem na 10 lat pod zarzutem próby zamachu na Stalina (sprawa Biblioteki kremlowskiej i komendantury Kremla). W 1936 roku w sprawie przeciwko Trockistowsko-zinowjewowskiemu zjednoczonemu centrum (I proces moskiewski) skazany na śmierć i rozstrzelany 25 sierpnia. Wkrótce rozstrzelano także żonę, dwóch synów oraz rodzinę brata. Proces Kamieniewa-Zinowiewa był początkiem okresu wielkiego terroru w ZSRR.
Formalnie zrehabilitowany w 1988 roku.